# NSA Stabilo
NSA Stabilo is de Nijmeegse Studenten Aeroclub die samen met de Nijmeegse Aeroclub de belangrijkste gebruiker is van het Zweefvliegveld Malden. Het zweefvliegveld in Malden ligt op 15 minuten fietsafstand van de campus in Nijmegen, in de bossen tussen Nijmegen, Heumen en Malden. 
NSA Stabilo is de jongste studenten zweefvliegvereniging van Nederland. De vereniging is in 2008 opgericht. Leden van Stabilo zijn ook lid van de Nijmeegse Aeroclub (NijAC). NSA Stabilo maakt gebruik van het materiaal en de faciliteiten die de NijAC te bieden heeft. 
NSA Stabilo onderscheidt zich van de Nijmeegse Aeroclub door, naast het zweefvliegen, activiteiten aan te bieden aan leden en deze van korting te voorzien. 
NSA Stabilo is een studentenvereniging in Nijmegen die verbonden is aan de NSSR; de Nijmeegse Studenten Sport Raad. Deze is gekoppeld aan het Universitair Sportcentrum Nijmegen. 